# مورانی (صربستان)
مورانی (به صربی: Morani) یک منطقهٔ مسکونی در صربستان است که در توتین، صربستان واقع شده‌است. مورانی ۱۹۸ نفر جمعیت دارد.